# 桑博里夫卡
49°47′14″N 37°27′43″E / 49.78722°N 37.46194°E
桑博里夫卡（烏克蘭語：Самборівка）是位於烏克蘭東部的村莊，由哈爾科夫州庫皮揚斯克區的金德拉希夫卡市鎮負責管轄。該村始建於1946年，面積0.24平方公里，海拔高度141米，2001年人口40，人口密度每平方公里166.7人。